# NHK民營化
NHK民營化指的是日本社会上要求日本放送協會（NHK）民營化的呼聲及政府相應的政策。
根據日本《放送法》，NHK是為了公共福祉而建立的放送單位，不帶有營利目的，靠向民眾收取「收視費」維持運營，因此NHK不需繳稅，也毋須遵守日本《公司法》。而且與日本郵政公社不同的是，NHK不需要將其剩餘所得繳交國庫。另外，NHK通過其子公司銷售各種商品的收入也相當可觀。根據日本民間放送聯盟的報告，2003年，NHK的子公司總計收入達到了2,671億日圓（2003年度）以上，這抵得上一家私營電視臺。另外，如今日本各都道府縣均有私營電視臺，加上CS（通信衛星）放送、BS（廣播衛星）數位電視、有線電視的普及，NHK存在的價值也日益下降。加上收視費制度的不公，以及近年來的數次醜聞，要求NHK民營化的呼聲不斷提高。

## NHK民營化的展望

### NHK民營化的可能性
作為一家公共廣播電視台，NHK一直都禁止播放商業廣告，也不賺取廣告收入。與此同時NHK也不依賴政府財政預算，主要靠觀眾交納的收視費經營，每家每戶均需繳納一定數目費用，以享用NHK的節目。在小泉純一郎出任首相時，由於正值小泉推動公營部門民營化，也展開了把NHK民營化的討論。不過，由於大多數人擔心民營化之後，收視率將會成為NHK主要經營方向，導致品位不高的節目充斥NHK，NHK民營化論調因而被擱淺。

### NHK民營化的課題
日本政府不為NHK民營化而放手，但日本部分納稅人都很清楚，NHK無論是任何節目、新聞、戲劇等...，都受到考驗，因為只要遇上繳稅，都躲不過這個命運，因此NHK無法民營化。

## 關聯條目
- 特殊法人
- 日本郵政民營化
- NHK的丑聞
- NHK收視費

## 外部連結
- ＮＨＫの民営化を考える会（页面存档备份，存于）
- 放送法全文（法令データ提供システム）
- NHKオンライン（NHK公式サイト）（页面存档备份，存于）
- NHKグループネット（NHK関連団体の公式サイト）
- 日本放送勞動組合（页面存档备份，存于）
- 『公共放送の在り方とNHK改革』（荒井透雅・総務委員会調査室）